# Diplotaenia cachrydifolia
Diplotaenia cachrydifolia är en flockblommig växtart som beskrevs av Pierre Edmond Boissier. Diplotaenia cachrydifolia ingår i släktet Diplotaenia och familjen flockblommiga växter. Inga underarter finns listade i Catalogue of Life.